# Societat Unió Musical d'Alberic
La Societat Unió Musical d'Alberic és una societat musical de la localitat d'Alberic (la Ribera Alta), fundada en 1852.

## Història
La fundació de la Societat Unió Musical d'Alberic data de l'any 1852. Amb caràcter de Banda Municipal va ser dirigida aleshores per una mestra nacional amb nocions musicals. L'any 1882 es fa càrrec de la Banda el mestre En Modesto Perales, amb un total de 25 músics a la seua plantilla.
La Banda d'Alberic sempre ha tingut un caràcter de certàmens, participant en nombrosos d'ells a València i fora de la capital. Va ser la primera banda que va participar en el Certamen de la Fira de Juliol a València, l'any 1886, obtenint el tercer premi. Posteriorment, participà en altres certàmens, entre el que destaquem: a la Ciutat de València, l'any 1931, primer premi; l'any 1940 s'incorpora un nou director a la Banda, En Ramon Ramírez Caldés, amb qui als anys 1941 i 1942 obtenen el Primer Premi a la Secció Primera i a la Secció Especial, respectivament; i l'any 1948, obté el Segon Premi en Secció Especial. L'any 1956 es fa càrrec de la Banda En Emilio Mínguez Martínez, “El Mestre” com li agradava que li digueren, natural d'Alberic, i que durant 25 anys fou el director d'aquesta Banda, obtenint nombrosos premis. Amb aquest director, participaren els anys 1957, 1958, 1976, 1978 i 1979 en Secció Primera i en Secció Especial B, obtenint sempre Primers i Segons Premis.
L'any 1980, el Mestre, En Emilio Mínguez es jubila, després de més de 25 anys al front d'esta Societat. Més de 30 músics, gràcies a l'ensenyament i formació que va donar, s'han col·locat com a músics professionals. L'any 1981, es fa càrrec de la Banda N'Enrique De Dios Cintero, el qual obté eixe mateix any, el Segon Premi de la Primera Secció. En aquest any es crea l'Escola de Música “Leopoldo Magenti”, amb el nom del compositor Alberiqueny. L'any 1982, amb el mateix director, s'obté el Segon Premi de la Secció Especial B. Després d'aquest director, destaquen altres que han dirigit la Banda, com: Vicent Barberà, Miguel Gorrea, etc. Durant aquest temps, participà en el Certamen de València durant els anys 1983, 1984, 1986, 1987, 1988, 1989, 1990 i 1991, guanyant sempre Segons i Tercers Premis, sempre en Secció Especial B. També guanyarà dues voltes el Primer Premi del Certamen de Campo de Criptana.
Al Certamen de Cullera també participà dues voltes, obtenint un Segon i un Tercer Premi. Ha actuat a l'estranger: a Bèlgica, Holanda, França i Portugal, amb concerts i a Europeades. El seu president honorífic és Miguel Iborra Climent, gran músic professional, ja retirat, que sempre ha estat al costat de la seua Banda per a tot, i que en l'any 2004 celebràrem el seu 75é aniversari com a músic.
Des de l'any 1995 fins al 2001 fou director titular de la Banda En Germà Nogues Suey. Des de gener del 2002 fins al desembre del 2005, el director titular de la banda va ser en Francesc Xavier Martínez Martínez, amb qui l'any 2004 va tornar a participar en el Certamen de Cullera, aconseguint el PREMI A LA DESFILADA, PRIMER PREMI DEL CERTAMEN, I PREMI A LA MILLOR BANDA DEL CERTAMEN. Al Juliol del 2005, la Societat va participar en el Certamen Internacional de Bandes de Música “Ciutat de València”, obtenint el PRIMER PREMI de la Primera Secció. Des de desembre de 2005, el director titular de la banda és el gran mestre ontinyentí Daniel Juan Ferrero Silvage.
A les últimes activitats de la Banda, cal destacar la participació en el Programa de TVV “Bandàlia”, programa especialitzat en les bandes de música de la Comunitat Valenciana. I un concert al Palau de la Música de València el 28 de maig de 2006, dins del 7é Cicle de Concerts de Bandes de Ràdio Nacional d'Espanya – Radio clàssica. També destaquem la participació en el V Festival de “Nuestras Bandas de Música” de LP Radio y LP Digital, al Novembre de 2007, al Palau de la Música de València.
El 2007, la Societat participa en el Certamen Internacional de Bandes de Música “Ciutat de València” 2007, a la secció d'Honor, aconseguint el 2n Premi. L'any 2009, va participar en la 38 edició del Certamen Internacional “Vila d'Altea”, a la Secció Simfònica, obtenint el Primer Premi. Els anys 2011, 2013, 2015, 2017 i 2019 torna a participar en la màxima categoria de l'Internacional de València obtenint, respectivament, un Tercer, dos Segons Premis i dos Primers Premis.